# Michal Horáček
Michal Horáček (* 23. července 1952 Praha) je český spisovatel, esejista, novinář, textař, básník, producent, vystudovaný antropolog a spoluzakladatel sázkové kanceláře Fortuna.
V prvním kole prezidentských voleb 2018 obsadil 4. místo, se ziskem 472 643 hlasů (9,18 %).

## Osobní život

### Rodina
Jeho otec Vladimír Horáček (1922–1998) byl dramaturgem mnoha pražských divadel (včetně Národního divadla) a překladatel, matka Eva Horáčková (1923–2004), rozená Heyrovská, psycholožka. Pradědeček Leopold Heyrovský byl profesor římského práva a rektor Univerzity Karlovy. Dědeček Leopold Heyrovský byl jeden z předsedů České společnosti entomologické, jeho prastrýc Jaroslav Heyrovský byl první Čech oceněný Nobelovou cenou. Získal ji v oboru chemie v roce 1959 za objev polarografie. Michal Horáček má i šlechtické předky, jeho prababička (manželka Leopolda Heyrovského) Klára Hanlová z Kirchtreu (1863–1935) byla dcerou Karla šlechtice Hanla z Kirchtreu (1813–1879), mimo jiné okresního hejtmana v Kadani a poté i v Prachaticích, a praneteří Karla Boromejského sv. p. Hanla z Kirchtreu.

### 70. léta 20. století
Po maturitě v roce 1970 byl přijat na Fakultu sociálních věd a publicistiky UK (v současnosti Fakulta sociálních věd Univerzity Karlovy), odkud byl na zásah Státní bezpečnosti vyloučen poté, co zfalšoval dobrozdání fakultního výboru SSM k žádosti o výjezdní doložku do USA. (Svá univerzitní studia absolvoval až po Sametové revoluci.) V sedmdesátých letech se živil jako plavčík, umývač černého nádobí, skladník a posléze jako domácí dělník Výrobního podniku Svazu invalidů (META).[zdroj?] Současně se věnoval sázkám, a to zejména na pražském dostihovém závodišti ve Velké Chuchli.
Zájem o dostihy a studium chovu anglického plnokrevníka ho v polovině 70. let přivedly ke psaní pro zahraniční publikace; stal se korespondentem dostihových časopisů ve Velké Británii (British Racehorse), Austrálii (Racetrack) a v USA (Thoroughbred Record). Ocenění novinářskou cenou (1982) mu pomohlo k zisku stipendia na World Press Institute (Macalester College, St.Paul, Minnesota), které absolvoval v roce 1984.
V září 1981 ho Státní bezpečnost zaregistrovala jako kandidáta tajné spolupráce, krycí jméno Sázkař, číslo svazku u StB 746 229. Agentem se ale nestal a v dubnu 1984 jeho svazek StB uložila do archivu. Horáček se proti podezřením ze spolupráce brání negativním lustračním osvědčením. Badatel Radek Schovánek z ÚSTR k tomu ve svém posudku dodal: „Z celého spisu je zřejmá snaha získat Michala Horáčka ke spolupráci i jeho úspěšná a promyšlená snaha se této spolupráci vyhnout“. Obvodní soud pro Prahu 1 nařídil komunistickému poslanci Zdeněk Ondráček se Horáčkovi omluvit za nepodložené tvrzení, že textař byl spolupracovníkem StB.

### První zaměstnání a sametová revoluce

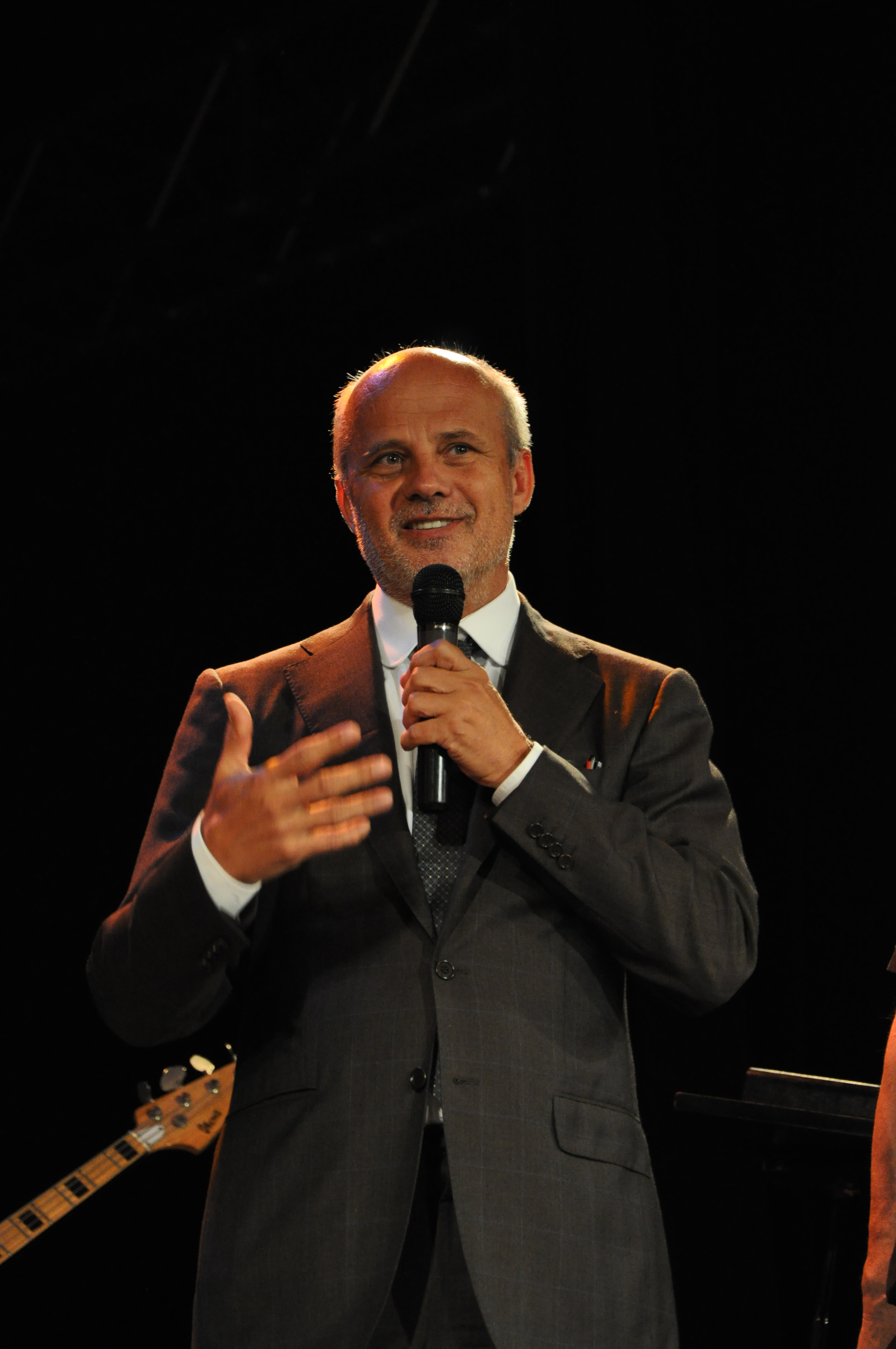
Michal Horáček v Brně, 2011

V roce 1986 byl přijat jako redaktor kulturní rubriky do týdeníku Mladý svět, kde se věnoval především interview (Kurt Vonnegut, Roald Dahl, Klaus Maria Brandauer aj.), ale i jiným publicistickým žánrům. Kromě jiného vedl boj s agenturou Pragokoncert, organizující vystoupení zahraničních sólistů i hudebních skupin v ČSSR; Pragokoncert byl posléze donucen umožnit pražský koncert populárních Depeche Mode, a poté i dalších západních umělců. Byl také autorem první investigativní reportáže (OSA Nostra, ve spolupráci s kolegou Lubošem Beniakem, 1989).
Od října 1987 až do sametové revoluce ho sledovala Státní bezpečnost jako prověřovanou osobu. Během revoluce byl jeho svazek zničen. V létě 1989 založil spolu s rockerem Michaelem Kocábem občanskou iniciativu MOST, která si dala za cíl zprostředkovat jednání mezi komunistickou mocí a představiteli nezávislých sdružení. V listopadu téhož roku pak MOST přivedl k jednomu stolu premiéra Ladislava Adamce a zástupce Občanského fóra v čele s Václavem Havlem;[zdroj?] předmětem a výsledkem těchto jednání bylo zejména zrušení té části tehdejší ústavy, která garantovala Komunistické straně Československa tzv. vedoucí úlohu v politickém uspořádání země.[zdroj?] Tím se otevřela cesta k pluralitní parlamentní demokracii a k prvním svobodným volbám po mnoha desetiletích.
Nebyl členem žádné politické strany před listopadem 1989,[zdroj?] ani po něm;[zdroj?] s výjimkou angažovanosti v rámci MOSTu přímou účast v jakýchkoli politických strukturách zásadně odmítal. Přesto se nevyhýbal službě v institucích, které považoval za veřejně prospěšné.[zdroj?] Na pozvání Miloslava kardinála Vlka například přijal nabídku stát se patronem Komunitního centra Matky Terezy na pražském Chodově (2006), na výzvu Václava Havla účast ve správní radě Knihovny Václava Havla (2005).

### Založení a prodej sázkové společnosti Fortuna
Na počátku roku 1990 založil se třemi kolegy akciovou společnost Fortuna. Ta postupně rozvinula koncept sázení na výsledky především sportovních utkání: kursové sázky. S mnoha sty pobočkami nejen v ČR, ale posléze i na Slovensku a v Polsku, a s mnohamiliardovým ročním obratem, se Fortuna stala prosperující společností. Poté, co Horáček strávil téměř 15 let jako předseda představenstva Fortuny, ji v prosinci 2004 společně prodali společnosti Penta Investments za 2,4 miliardy Kč a poté ze statutární funkce odstoupil.

### Kulturně-tvůrčí činnost
Již dříve se věnoval umělecké činnosti, zejména textům a produkci hudebních skladeb. V roce 1997 byl zvolen předsedou Rady Akademie populární hudby, která udílí českou obdobu Grammy Award, výroční hudební ceny Anděl. Změnil její dosavadní strukturu a ve spolupráci s akademiky, které oslovoval osobními dopisy s prosbou o podněty, vytyčil nové úkoly. Funkci předsedy předal svému nástupci v roce 2000. V roce 2005 přijal nabídku TV Nova a stal se předsedou poroty televizní soutěže Česko hledá SuperStar.
Po prodeji Fortuny se začal naplno věnovat hlavně vlastním tvůrčím projektům. Psal eseje pro noviny a cestopisy pro časopisy, publikoval knihy a zejména jako textař a producent vytvářel písňové projekty. Na sklonku první dekády nového tisíciletí se začal stále více přiklánět k poezii; výsledkem bylo veršované libreto hudebně-dramatického díla Kudykam, uváděného v koprodukci se Státní operou Praha od roku 2009 a sbírka villonských balad nazvaná Český kalendář.

### Studium na Univerzitě Karlově a pedagogická činnost
V roce 1996 získal titul bakaláře na Institutu základů vzdělanosti, v roce 2007 titul magistra na Fakultě humanitních studií UK (obecná antropologie), následujícího roku byl na stejné fakultě a ve stejném oboru přijat k doktorandskému studiu. Disertační práci na téma Habitus hazardního hráče. Etnografická rekonstrukce radikální alternativy v období reálného socialismu, obhájil a titul doktora získal v září 2011 (Ph.D.).
V roce 2023 ukončil prezenční bakalářské studium Dějiny umění na Ústavu pro dějiny umění Filozofické fakulty Univerzity Karlovy.
Na Vysoké škole kreativní komunikace, s.r.o., soukromé vysoké škole vzniklé v roce 2016, byl též uváděn jako vyučující.

## Soukromý život
V letech 1976–2010 byl ženatý s novinářkou [Rut Horáčkovou, roz. Vavákovou (* 1953). Do manželství se narodili Filip Horáček (* 1978), asistent na FHS UK a Rut Horáčková, ml. (* 1987). Do vztahu s kostýmní výtvarnicí Michaelou Hořejší, dcerou teoretického fyzika Jiřího Hořejšího, se 25. března 2011 narodila dcera Julie. Sňatek páru následoval 5. května 2012.
V roce 2013 podpořil založení LES (Liberálně ekologické strany), kterou zakládal Martin Bursík. V témže roce prohlásil v on-line rozhovoru, že ve volbách bude hlasovat pro KDU-ČSL. Uvádí, že nikdy nebyl členem Komunistické strany Československa (KSČ) ani Socialistického svazu mládeže (SSM), a má negativní lustrační osvědčení.
V listopadu 2016 zveřejnil své majetkové přiznání a přiznal majetek v hodnotě 458 milionů korun.

## Prezidentská kandidatura

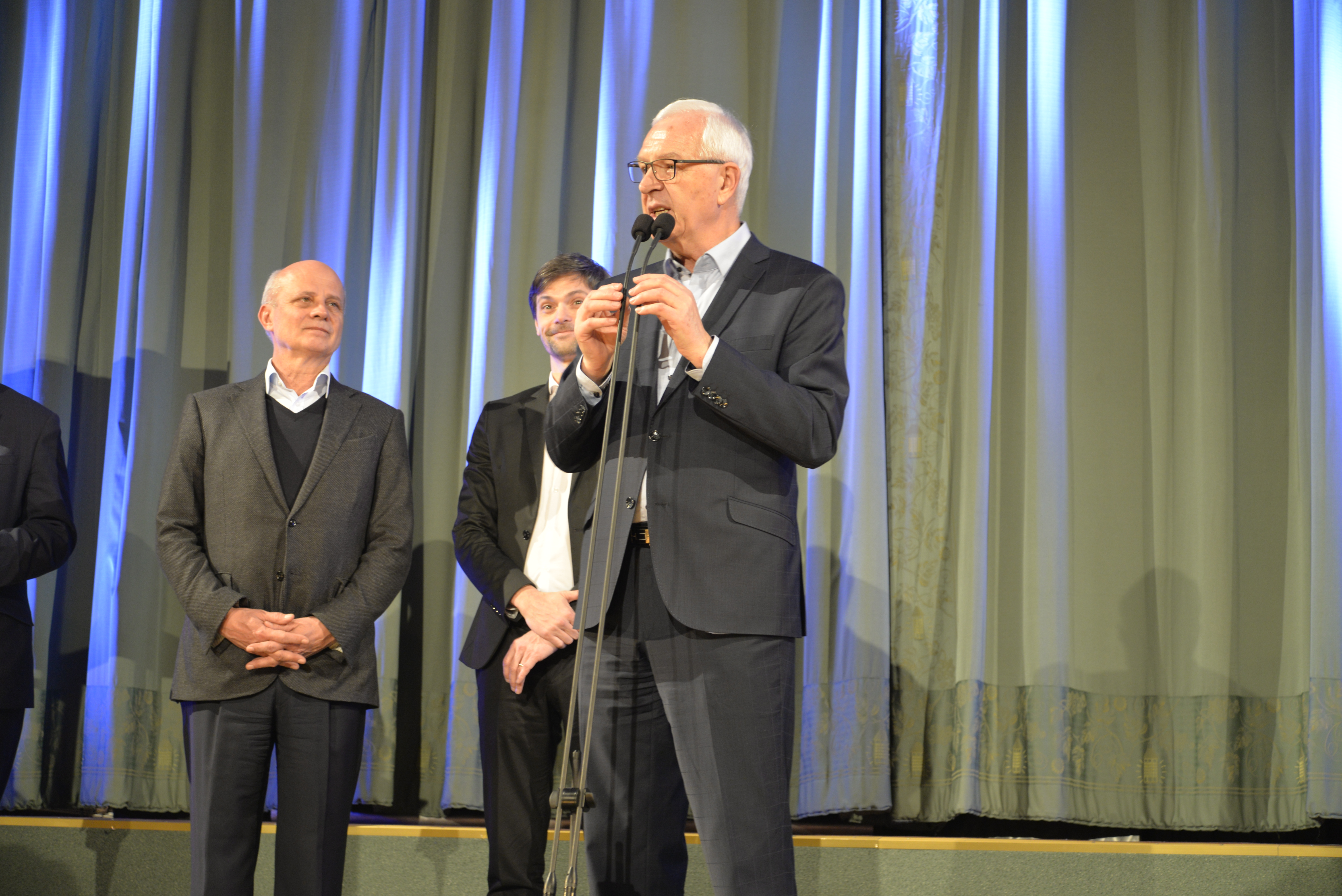
Michal Horáček při závěru kampaně Jiřího Drahoše

Dne 29. dubna 2016 oznámil možnou kandidaturu na prezidenta České republiky ve volbách v roce 2018. 20. října 2016 potvrdil, že kandidovat bude. 16. dubna 2017 zahájil sběr podpisů, začátkem května 2017 oznámil, že už jich má dostatečný počet – celkem se mu jich podařilo získat 86 940, a v listopadu 2017 se tak stal jedním z devíti prezidentských kandidátů.
V dubnu 2017 uvedl, že pokud by nepostoupil do druhého kola prezidentské volby, podpořil by jako kandidáta Jiřího Drahoše.
V rozhovoru pro web Info.cz v červenci 2017 řekl, že je přesvědčený, že Miloš Zeman nakonec z boje o prezidentský post odstoupí.
Ve volbách se v prvním kole se ziskem 472 643 hlasů (9,18 %) umístil na 4. místě za Milošem Zemanem, Jiřím Drahošem a Pavlem Fischerem, a nepostoupil tak do druhého kola. Před druhým kolem podpořil Jiřího Drahoše (proti Miloši Zemanovi) a nabídl mu k využití billboardy, které měl předplacené.

### Politické postoje
Nepodepsal by prohlášení českých ústavních činitelů o respektu k čínské územní celistvosti. V otevřeném dopise se ostře vyhranil proti postoji prezidenta Zemana, který se zdráhal odvolat ministra financí Andreje Babiše. Neodmítl by referendum o Evropské unii s tím, že by hlasoval pro setrvání v EU. V České republice se klonil k přijetí eura. Vyjádřil se pro adopci dětí homosexuálními páry. Ač sám silný kuřák, podpořil zákaz kouření v restauracích.
Souhlasné stanovisko vyjádřil s možností odvolání prezidenta republiky v referendu, jako třeba v Rakousku. S možností referenda totiž počítala i česká ústava. Otázky položené v referendu by se však neměly týkat problémů na ústavní úrovni, mezi něž patří např. lidská práva nebo členství ČR v Evropské unii. Institut milosti by zachoval, dovedl totiž reflektovat individuální lidské osudy, se kterými zákon nepočítal. Na druhou stranu by nikdy nevyužil svého práva vydat amnestii. Amnestie vydaná prezidentem Václavem Klausem totiž podle něj podryla důvěru lidí v právní stát.
V září 2014 se vyslovil pro ekonomické sankce vůči Rusku a uvedl, že „připojením se ke svým partnerům v Evropské unii a v severoatlantickém prostoru dáváme najevo jednotu, že sdílíme nějaké principy, které jsme ochotni zastávat a hájit i přes to, že nás to bude něco stát a že se to odrazí v našem komfortu.“ Podpořil vznik Centra proti terorismu a hybridním hrozbám, která by měla být založena ve všech členských státech NATO a EU.
Ačkoli si dle platných zákonů zřídil transparentní účet, ze kterého museli kandidáti hradit veškeré výdaje za předvolební kampaň, oznámil že kampaň si bude financovat pouze sám a na účet se proto nedalo přispívat.
V dubnu 2017 na svém předvolebním mítinku ve Frýdku-Místku odmítl povinné uprchlické kvóty na přerozdělování migrantů z Afriky a jihozápadní Asie mezi členské státy Evropské unie a prohlásil: „Určitě nechci stavět v Česku mešity. Uvědomuji si ohromný rozdíl mezi naší kulturou a kulturou islámských uprchlíků. Jsem také zásadně proti kvótám, protože migranti z islámských zemí nechtějí k nám do Humpolce, ale do německého Hamburku.“ Zároveň však říká, že „odpůrce migrace je jako odpůrce deště“ a není proti přijímání uprchlíků, kteří do Česka přichází z těžké situace.
Opakovaně vyjádřil promonarchistický postoj.

## Dílo

### Spisovatel a esejista
Jeho knižní prvotinou se staly první (a dosud poslední) česky psané dějiny dostihového sportu, Království za koně. Vydalo nakladatelství Olympia, Praha, v roce 1983. Kniha se s 60 000 výtisky zařadila mezi bestsellery. Zanedlouho následovalo její druhé vydání (30 000 výtisků). Svět dostihů byl předmětem i další knihy, nazvané Zpráva z Kentucky (Turf Klub, Praha, 1984), kde popsal svou zkušenost z cest po závodištích a hřebčínech USA. Byla vydána jen v cyklostylované podobě.
Největší zájem vyvolal deníkový záznam ze třinácti rozhodujících dnů sametové revoluce na sklonku listopadu roku 1989, zejména z politických jednání – v revolučním centru (Laterna magika), v budově vlády, v bytě premiéra Adamce i Václava Havla a jinde – kterých se osobně účastnil. Vydán byl v knižní podobě pod titulem Jak pukaly ledy (Ex Libris, Praha, 1990), zaznamenal tento deník 170 000 prodaných výtisků. O sedmnáct let později vyšel znovu, doplněný rejstříkem dobových osobností (XYZ, Praha, 2007).
Filosofující zamyšlení nad fenoménem hazardní hry bylo obsahem publikace s názvem Los a sázka (Fortuna, Praha, 1996). Autor ji zdarma poskytl čtenářům ke stažení na svých webových stránkách.
Soubor esejů, publikovaných jednou týdně v Lidových novinách, vyšel pod názvem O české krvi otců vlasti v Nakladatelství Lidové noviny (2004). Postupně se dočkal tří vydání a 15 000 prodaných výtisků. Využil v nich svého antropologického vzdělání. Další eseje, tentokrát z Hospodářských novin, daly vzniknout svazku O tajemství královny krav (NLN, Praha, 2007). V roce 2009 sepsal „písňový text o 2009 verších“, jak označil libreto svého lyrikálu Kudykam (Nakladatelství Lidové noviny).

### Novinář
Své první články pro tištěná periodika publikoval anglicky. Po uvolnění domácích politických poměrů mu v roce 1986 bylo dovoleno pracovat v redakci populárního týdeníku Mladý svět. V něm publikoval Dopisy z lásky a nenávisti - koncipované jako korespondence s rozličnými osobnostmi světové historie; ukrývaly paralely se současným společenským vývojem v Československu.
Po odchodu z Mladého světa pokračoval v psaní pro noviny, přispíval zejména do Hospodářských novin, Lidových novin a do Mladé fronty DNES. Z cest po světě vytěžil řadu reportáží, uveřejněných v Reflexu, Magazínu Lidových novin, Koktejlu a dalších periodikách; své články začal provázet vlastními fotografiemi.
V prvních letech nového tisíciletí vedl výběrové semináře tvůrčího psaní, a to na Karlově univerzitě v Praze a na Masarykově univerzitě v Brně.

### Textař

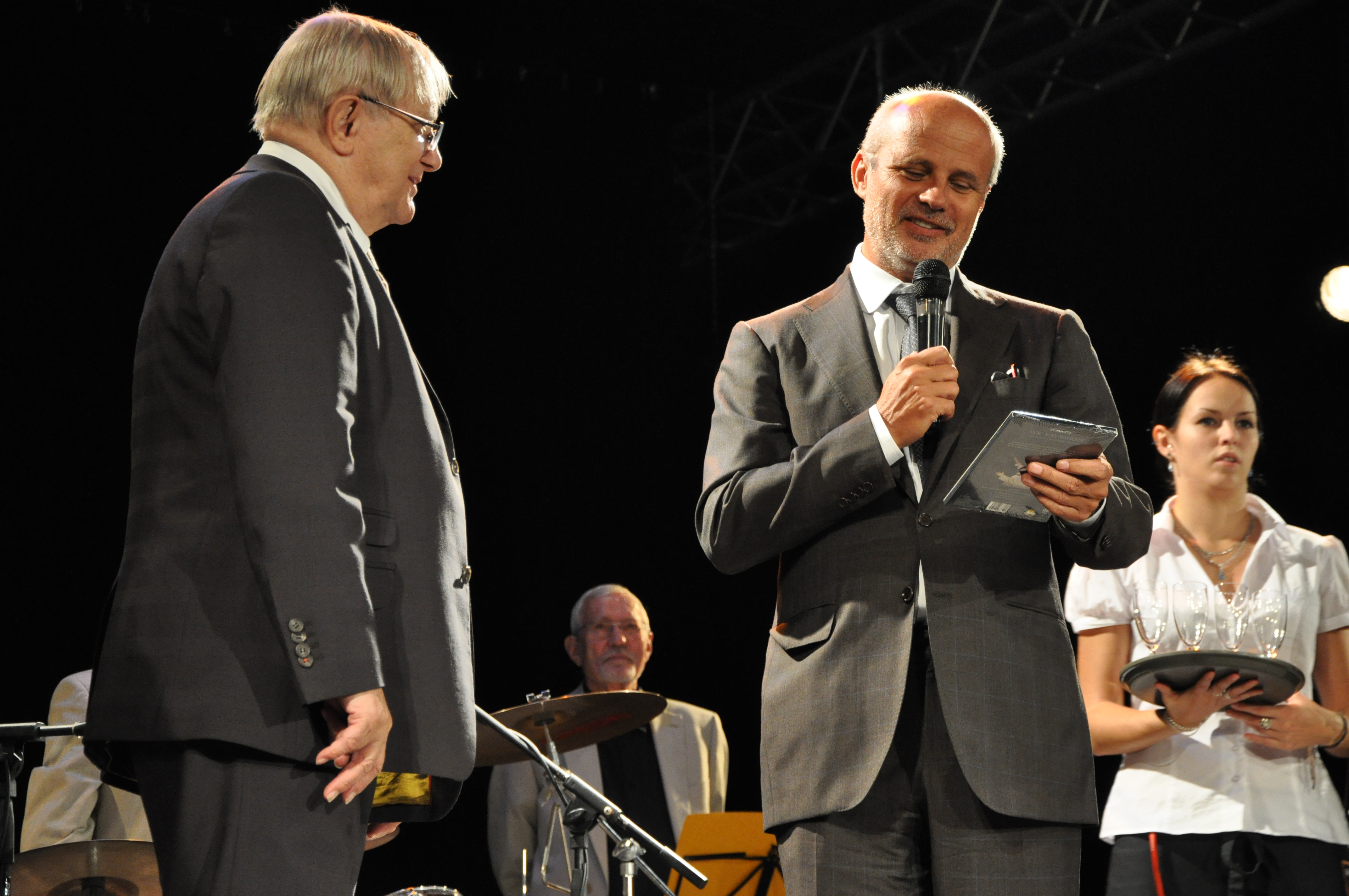
Jiří Suchý a Michal Horáček, 2011

Své první texty napsal koncem 70. let, v nahrávacích studiích byly však realizovány až od roku 1983 (spolupráce se Zdeňkem Rytířem, písně pro Michala Tučného a Petra Spáleného).
Zásadní bylo setkání se skladatelem Petrem Hapkou v roce 1984, které přineslo koncipovaná autorská alba. První z nich, Potměšilý host vytvořený pro Hanu Hegerovou, obdrželo platinovou desku.
Následující album V Penziónu Svět představilo originální koncept, který se posléze stal pro tvůrčí dvojici H+H typický: namísto jedinému pěveckému protagonistovi nabídlo prostor řadě různých osobností. V případě „Penziónu“ to byl například rocker Michael Kocáb nebo mladý slovenský zpěvák Richard Müller, poprvé tu zazpíval i Petr Hapka. Album obsáhlo písně jako například S cizí ženou v cizím pokoji, Štěstí je krásná věc, Rozeznávám nebo Buřty, pivo a nenávist.
Třetím projektem z dílny H+H byla Citová investice. Zvolená albem roku 1996, obsahovala i skladbu Dívám se, dívám (Píseň roku), která se stala patrně nejproslulejší písní tohoto autorského tandemu. Zpíval Petr Hapka za doprovodu Lucie Bílé.
Album Mohlo by tu být i líp z roku 2001 patrně dovedlo koncept pestrosti interpretů nejdále, mezi zpěváky zde excelovala mezzosopranistka Magdalena Kožená (S poduškou Řípu pod hlavou), dále se představil i Daniel Landa, jazzman Jan Spálený nebo frontman skupiny Traband Jarda Svoboda, ke spolupráci s H+H se vrátila i Hana Hegerová. Mezi české hity se zařadil duet Petra Hapky s mladou Slovenkou Janou Kirschner nazvaný Bude mi lehká zem a Hapkovo sólo Kocour se schoulil na tvůj klín.
Strážce plamene, projekt z roku 2006. Poprvé se tu jako interpret šansonů H+H objevuje Jaromír Nohavica, přichází slovenská šansoniérka Szidi Tobias a valašský zpěvák František Segrado, které doplňuje Hana Hegerová, Daniel Landa a Jana Kirschner. Všechny písně dostaly také svoji obrazovou podobu.
V roce 2009 vyšlo album Kudykam, které ještě před premiérou ve Státní opeře představilo potenciálním divákům písně určené pro velké jeviště. Aranžmá se ujal Ondřej Brzobohatý. Album obsahuje písně Přišlo mi to vhod a Tante cose da veder‘. Na albu se představili interpreti známí (například Richard Krajčo a Karel Gott) i méně známí (Karel Dobrý nebo Jan Sklenář).
V roce 2010 byl vydán souhrnný Zpěvník - P. Hapka a M. Horáček s výběrem toho nejlepšího ze spolupráce této dvojice.
Kromě projektů s Petrem Hapkou, z nichž všechny dosáhly na první místo v žebříčku nejprodávanějších zvukových nosičů, se věnoval i autorským výpovědím ve spolupráci s jinými tvůrci. První mezi těmito alby byl projekt pojmenovaný Richard Müller – zpěv / Michal Horáček – slova z roku 2000. Česky zpívajícímu slovenskému interpretovi přineslo několik nejúspěšnějších skladeb jeho bohaté kariéry, zejména Baroko a Srdce jako kníže Rohan.
Nekomerční ambici měl naopak umělecky náročný projekt se skladatelem a interpretem Jardou Svobodou z roku 2003, nazvaný Tak to chodí. Michal Horáček na něm dal kromě jiných poprvé příležitost Věře Nerušilové, Szidi Tobias a Františku Segradovi, kteří se posléze účastnili i práce na projektech H+H.
S dalším titulem přišel na podzim 2008: účast na něm nabídl pouze málo známým ženským interpretkám (Naďa Válová, Hana Robinson, Natálie Kocábová, Tereza Nekudová a další). Pásmo příběhů vyprávěných z ženské perspektivy – od maturantky po důchodkyni – neslo název Ohrožený druh. Na nejvyšší příčce nejprodávanějších hudebních nosičů ČR setrvalo nepřetržitě 14 týdnů a získalo cenu Anděl za nejúspěšnější CD v kategorii skupin. Současně bylo zvoleno albem roku 2008. Obsahovalo hit Jak ten chlap se na mě dívá.
V roce 2014 vyšlo album Františka Segrado Segrado s texty Michala Horáčka.

### Básník
Postupný přechod od ryze písničkářské ke klasické poetické tvorbě zahájil veršovaným libretem Kudykama. To obsahovalo i šest villonských balad. Právě k tomuto žánru posléze obrátil svou pozornost.
Sbírku villonských balad, z formálního hlediska jedné z nejnáročnějších disciplín (mj. každá báseň smí obsahovat jen tři rýmové koncovky), uveřejnil v českém prostředí dosud naposledy Vítězslav Nezval v roce 1936 (52 hořkých balad věčného studenta Roberta Davida). On sám na ni navázal sbírkou Český kalendář; každá balada je věnována některému z kalendářních měsíců. Editorkou je literární historička a kritička Daniela Iwashita, knižní podobu charakterizují fotografie prof. Jindřicha Štreita. Také tyto balady jsou zhudebňovány, a to českými i slovenskými skladateli.

### Producent
Koncept uměleckých výpovědí, poskytovaných na jednom albu mnoha různými osobnostmi, byl jeho klíčovým příspěvkem ve spolupráci s Petrem Hapkou i s dalšími spolutvůrci. Postupně si osvojil postavení uměleckého producenta, za níž se mu dostalo uznání mimo jiné i prostřednictvím ceny Anděl za DVD roku 2007. Pod titulem Strážce plamene v obrazech vytvořil prostor pro vesměs mladé filmové režiséry, kteří dali písním H+H obrazovou podobu. Tyto tvůrce v posledním videoklipu doplnil tehdejší nestor české kinematografie, profesor Otakar Vávra. Celým pásmem provázejí diváka H+H jako loutky, jimž v improvizovaném kinosále sekundují loutky Szidi Tobias, Daniela Landy a Jaromíra Nohavici.
Kromě písňových alb produkoval i představení Kudykam na jevišti Státní opery Praha, jehož součástí byla i bibliofilie libreta (ilustrovaná profesorem Borisem Jirků), vystoupení na různých festivalech a další akce. Svéráznou producentskou myšlenkou byla i nabídka podávaná prostřednictvím internetu všem, kteří se domnívají, že mohou přispět ke vzniku písňové podoby villonských balad jako hudební skladatelé.

### Knihy
- Království za koně (1983)
- Zpráva z Kentucky (1984)
- Jak pukaly ledy (XYZ, 1990)
- Los a sázka (Fortuna, a.s., 1996)
- Kdo víc vsadí, ten víc bere (Nakladatelství Lidové noviny, 2002)
- O české krvi otců vlasti (Nakladatelství Lidové noviny, 2004)
- Jak pukaly ledy (XYZ, 2007)
- O tajemství královny krav (Nakladatelství Lidové noviny, 2007)
- Kudykam (Nakladatelství Lidové noviny, 2009)
- Český kalendář (Nakladatelství Lidové noviny, 2012)
- Habitus hazardního hráče (Nakladatelství Lidové noviny, 2012)

## Diskografie
- Potměšilý host (Supraphon, 1987)
- V penziónu Svět (B&M Music, 1988)
- Citová investice (B&M Music, 1996)
- Richard Müller/Hlas, Michal Horáček/Slova, Jan Saudek/Obrazy (2000)
- Mohlo by tu být i líp (Universal Music, 2001)
- Tak to chodí (B&M Music, 2003)
- Strážce plamene (Universal Music, 2006)
- Strážce plamene v obrazech (DVD) (Universal Music, 2007)
- Ohrožený druh (Sony BMG, 2008)
- Kudykam (Sony BMG, 2009)
- O lásce, cti a kuráži – pro Lucii Šoralovou (On Air Music, 2012)
- Český kalendář (Kudykam, s.r.o., 2013)
- Segrado – pro Františka Segrado (Kudykam, s.r.o., 2014)
- Čtyřicítka – pro Lenku Novou (Kudykam, s.r.o., 2016)
- Černá – pro Naďu Válovou (Warner Music, 2019)

### Kompilace
- Benefice černých koní - Best Of 1987-2010 (Universal Music, 2010)
- Tribute (Supraphon, 2012)
- Srdce jako kníže Rohan (50 mých nejmilejších písní) (Universal Music, 2020)